# Simandl (Sage)
Simandl ist ein scherzhafter bayrisch-österreichischer Ausdruck für einen unter dem Pantoffel stehenden, d. h. sich der Hausherrin unterordnenden Ehegatten.

## Herkunft
Simandl ist ein Diminutiv von Siemann: weibischer Mann, Pantoffelheld. Siemann wurde zuweilen auch als Eigenname behandelt, wodurch es zu einer Vermischung mit dem Vornamen Simon kam (von hebr. Simeon, häufig gedeutet als der [Gott] Erhörende, dann auch als der Gehorchende).
Belege finden sich bereits im Mittelhochdeutschen und Mittelniederdeutschen (seman, seemann).

## Sagen

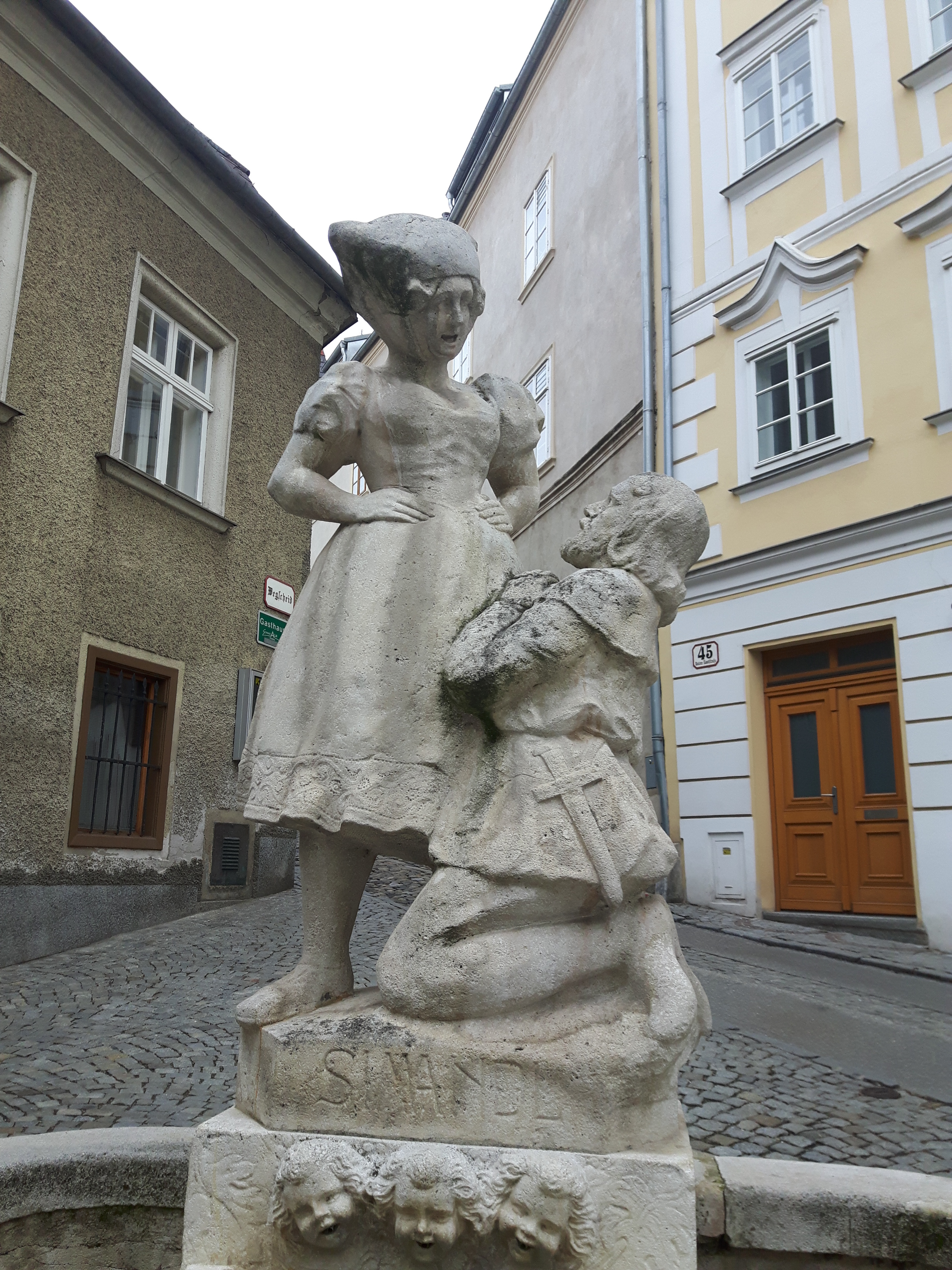
Der Simandlbrunnen in Krems an der Donau

## Historische Bedeutungen und Synonyme
In der Literatur des 16. und 17. Jahrhunderts war das Wort sehr verbreitet (gelegentlich auch: Siman, Syman; sowie das Synonym Weibling), allerdings in zwei gegensätzlichen Bedeutungen: „weibischer Mann“ – bei Martin Luther u. a. zunächst auch „Frauenmann“ (frawenman) – und „männliche Frau, Hausdrachen“, Letzteres auch als sie-männin. Die erste Bedeutung setzte sich schließlich durch. In der bayrischen Mundart gibt es dazu auch das Gegenstück Erwei(b).